# Father Stu
Father Stu (bra: Luta pela Fé - A História do Padre Stu; prt: O Padre Pugilista) é um filme americano de drama biográfico. É baseado na vida real do boxeador que virou padre Stuart Long. O filme é protagonizado por Mark Wahlberg, que também atuou como produtor do filme.
Father Stu foi lançado nos Estados Unidos em 13 de abril de 2022. O filme foi lançado no Brasil em 26 de Maio de 2022.

## Enredo
O filme é baseado na história real da vida do padre americano Stuart Long (1963-2014).
Stuart (Mark Wahlberg) é forçado a encerrar sua carreira como boxeador devido a uma lesão. Com objetivo de se tornar um ator, se muda para Los Angeles, onde conhece a professora católica Carmen (Teresa Ruiz).
Long começa a frequentar a igreja para impressioná-la, mas após um grave acidente de moto, passa a refletir sobre a ideia de se tornar um padre católico

## Elenco
- Mark Wahlberg[8] como Padre Stu (Stuart Long)
- Jacki Weaver[8] como Kathleen Long
- Mel Gibson[8] como Bill Long
- Teresa Ruiz[8] como Carmen
- Niko Nicotera como Barfly
- Chiquita Fuller como garçonete
- Cody Fern como Sacerdote

## Recepção
No site agregador de críticas Rotten Tomatoes, 43% das 127 resenhas dos críticos são positivas, com uma classificação média de 5,2/10. O consenso do site diz: "Mark Wahlberg é trabalhador, mas mal interpretado em Father Stu, um problema agravado pela maneira como o filme atrapalha sua história baseada em fatos." O Metacritic, que usa uma média ponderada, atribuiu ao filme uma pontuação de 40 em 100, baseado em 27 críticos, indicando críticas "mistas ou médias".